# Das Gespensterhaus
Pour plus de détails, voir Fiche technique et Distribution.
Das Gespensterhaus (titre français : La Maison hantée) est un film suisse réalisé par Franz Schnyder sorti en 1942.
Il s'agit d'une adaptation du roman Das Gespensterhaus: Eine Geschichte aus der Stadt Bern d'Ulrich Wichelegger.

## Synopsis
Dans la vieille ville de Berne, il y a une maison abandonnée, hantée par les habitants décédés. Le jeune journaliste Rico Häberli reçoit du rédacteur en chef Oppliger la mission d'explorer la maison. Il passe une nuit dans le bâtiment et découvre un fantôme. En compagnie de la jeune propriétaire de la maison, il essaie de comprendre ce qu'il s'est passé ici.

## Fiche technique
- Titre : Das Gespensterhaus
- Réalisation : Franz Schnyder
- Scénario : Kurt Guggenheim, Richard Schweizer
- Musique : Robert Blum
- Photographie : Emil Berna
- Montage : Hermann Haller
- Production : Lazar Wechsler
- Sociétés de production : Praesens-Film
- Société de distribution : Praesens-Film
- Pays d'origine :  Suisse
- Langue : suisse allemand
- Format : Noir et blanc - 1,37:1 - Mono - 35 mm
- Genre : Comédie et fantastique
- Durée : 107 minutes
- Dates de sortie :
  - Suisse : 28 août 1942.
  - Danemark : 26 avril 1943.
  - Suède : 30 juin 1945.

## Distribution
- Emil Hegetschweiler : Le notaire Tyffel
- Jakob Sulzer : Rico Häberli
- Blanche Aubry : Jeanette
- Therese Giehse : Kathri
- Alfred Rasser : Dr. Loosli/Prof. Gabor Karoly
- Hermann Gallinger : Oppliger
- Max Röthlisberger (de) : Schluepp

## Source de la traduction
- (de) Cet article est partiellement ou en totalité issu de l’article de Wikipédia en allemand intitulé « Das Gespensterhaus » (voir la liste des auteurs).